# Větrníky
Větrníky jsou národní přírodní památka v lokalitě Letonice v okrese Vyškov. Oblast spravuje Správa CHKO Pálava. Geologickým podkladem jsou písky a štěrky, které přecházejí do téglu. 

## Důvod ochrany
Důvodem ochrany jsou travinné ekosystémy suchých trávníků, křovinné ekosystémy nízkých xerofilních křovin a vysokých mezofilních a xerofilních křovin, biotopy vzácných a ohrožených druhů rostlin bezobalky sivé (Trinia glauca), hadího mordu nachového (Scorzonera purpurea), hlaváčku jarního (Adonis vernalis), lněnky Dollinerovy (Thesium dollineri), sápy hlíznaté (Phlomis tuberosa), šanty lesostepní pravé (Nepeta nuda subsp. nuda) a třezalky ozdobné (Hypericum elegans) včetně jejich populací a biotopy vzácných a ohrožených druhů živočichů hnědáska černýšového (Melitaea aurelia), křepelky polní (Coturnix coturnix), modráska jetelového (Polyommatus bellargus), pěnice vlašské (Sylvia nisoria), stepníka rudého (Eresus cinnaberinus), vřetenušky třeslicové (Zygaena brizae) a ťuhýka obecného (Lanius collurio), včetně jejich populací.

## Galerie

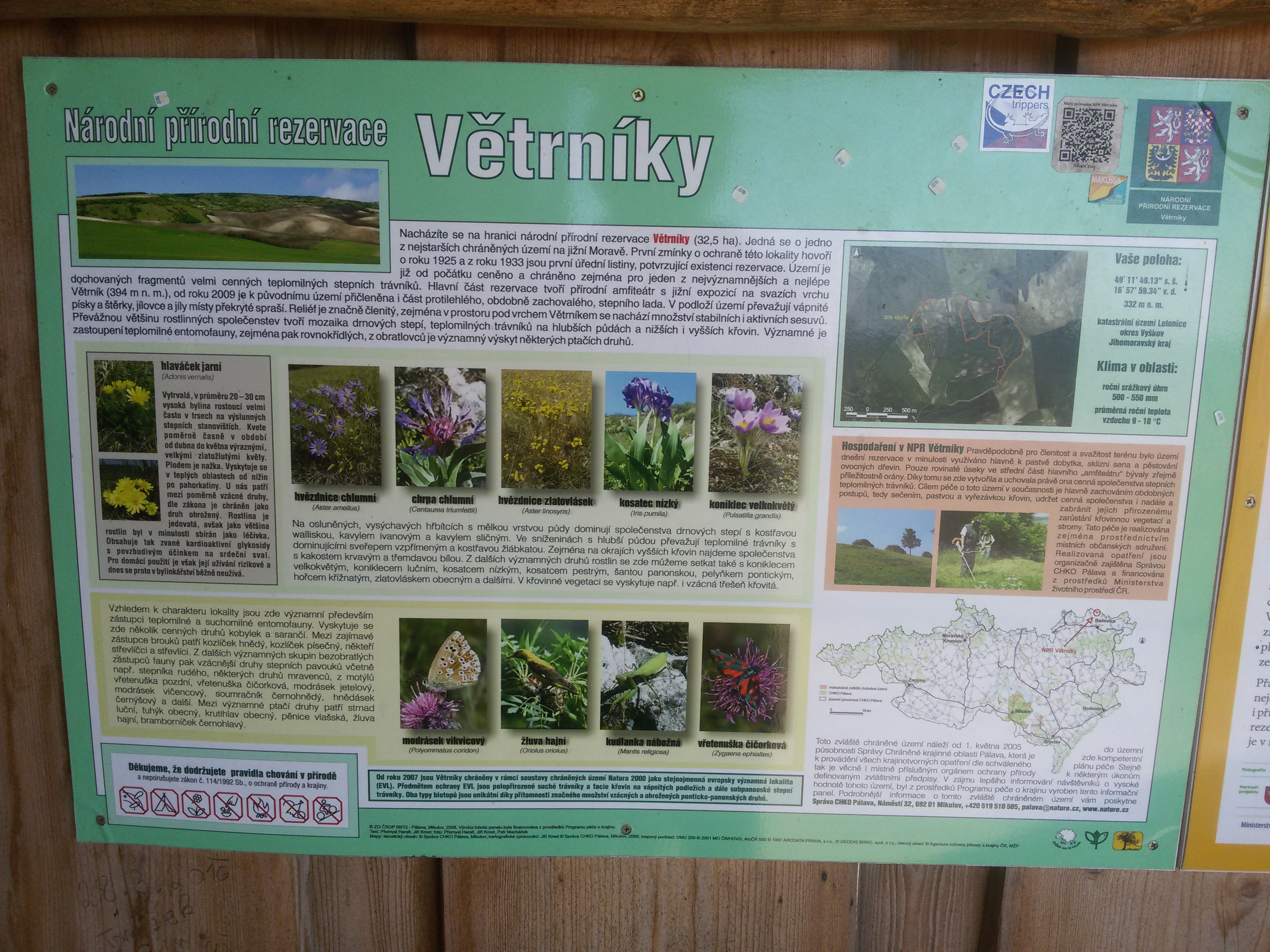
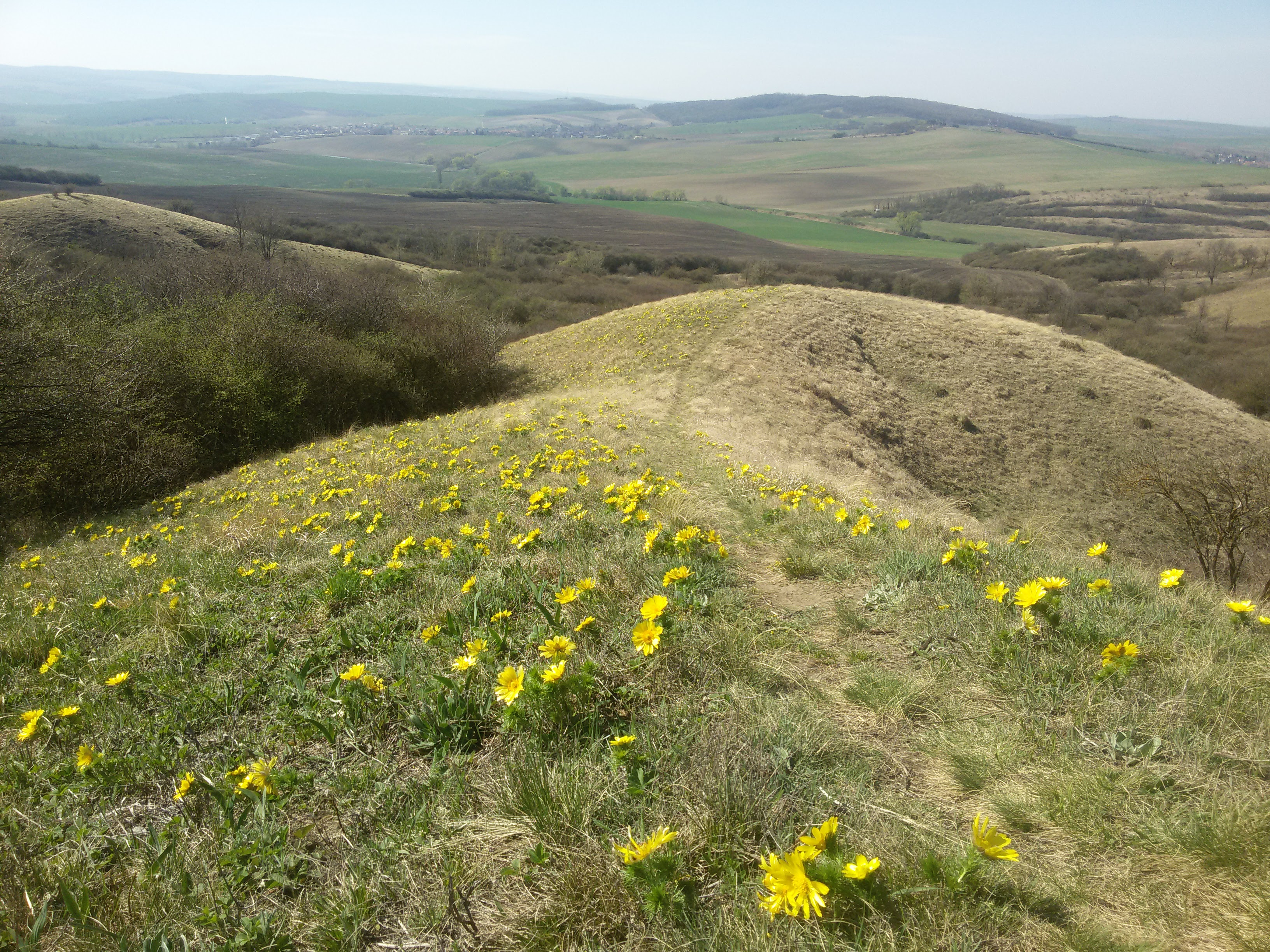
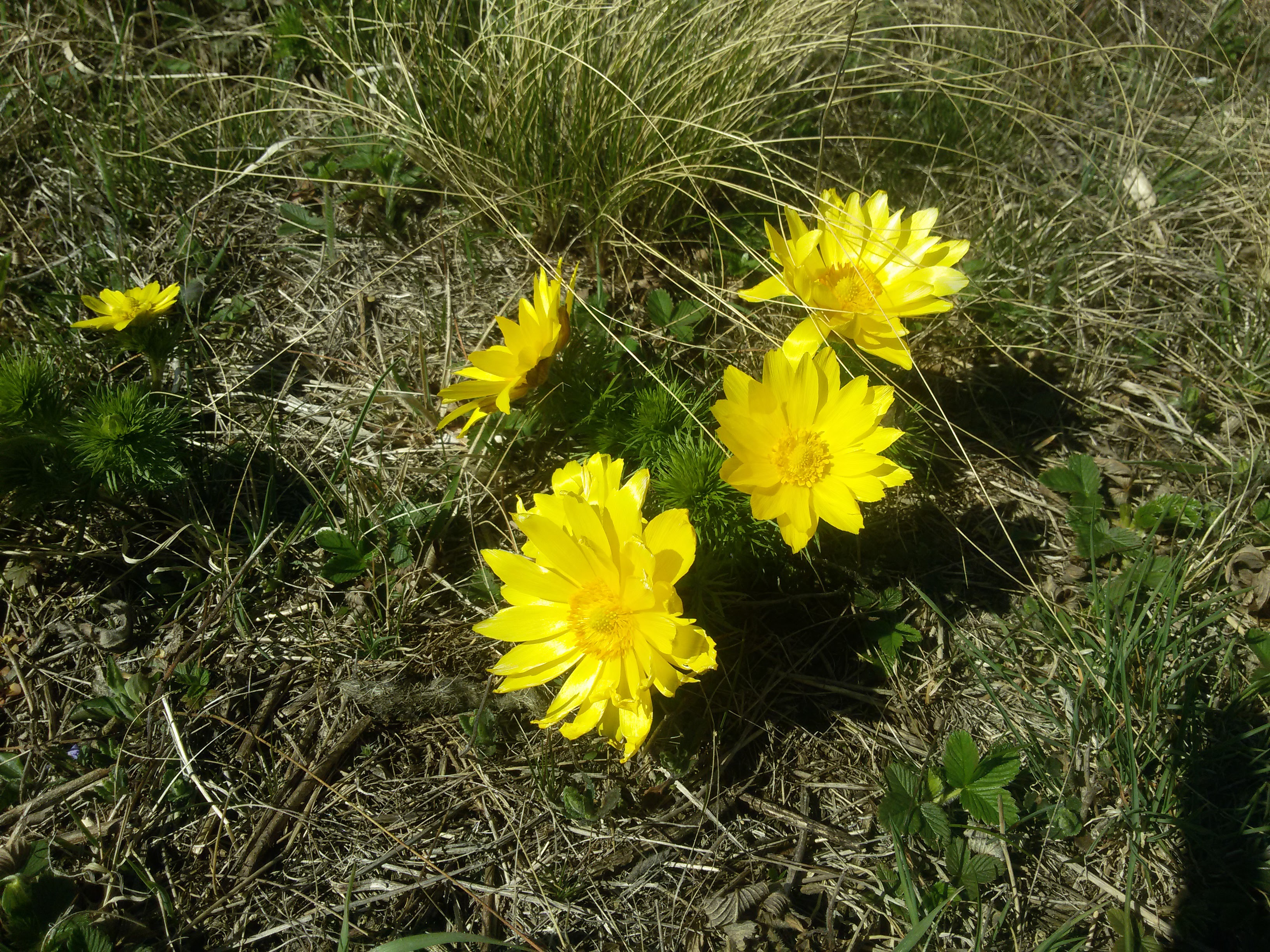
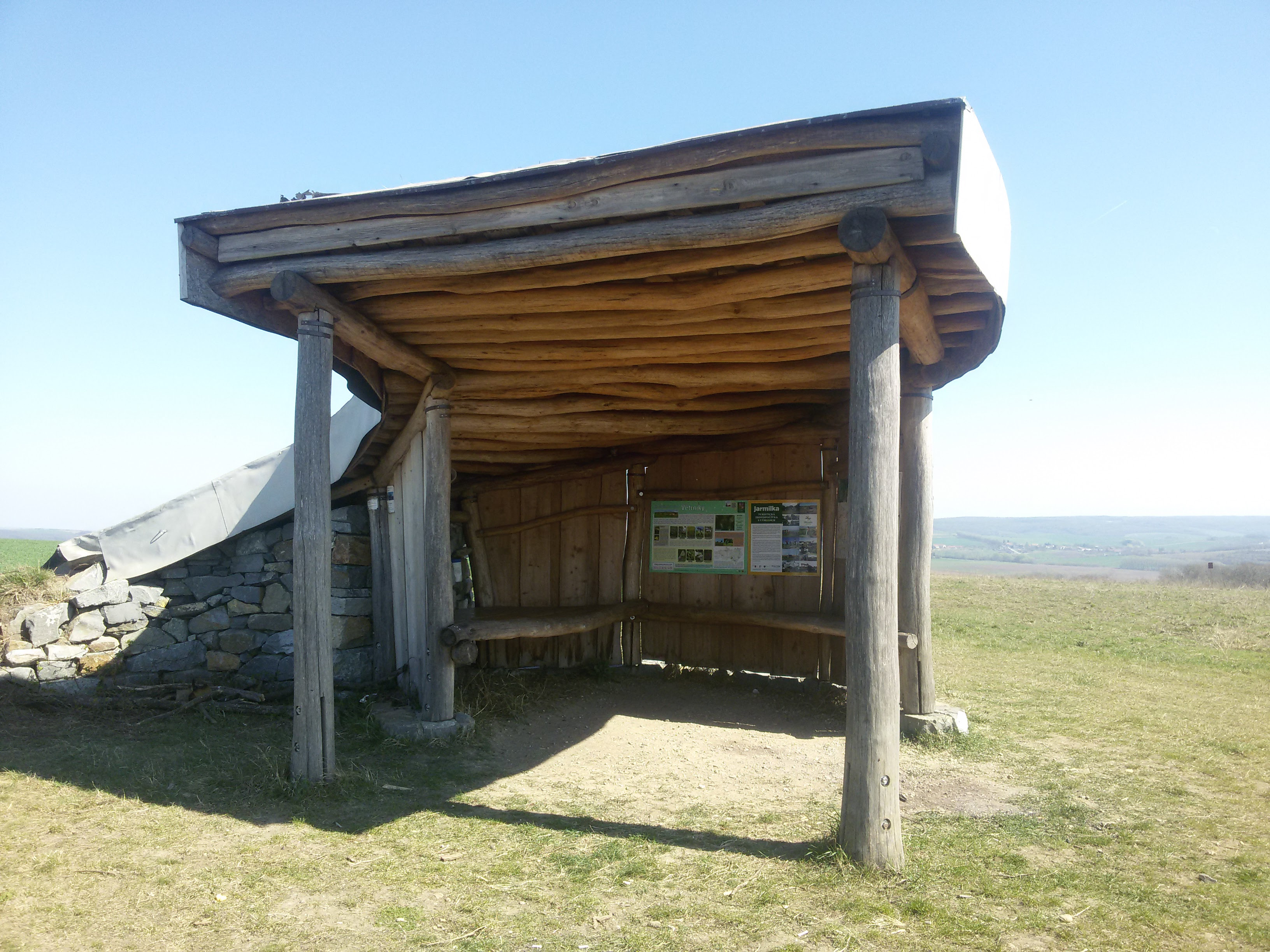
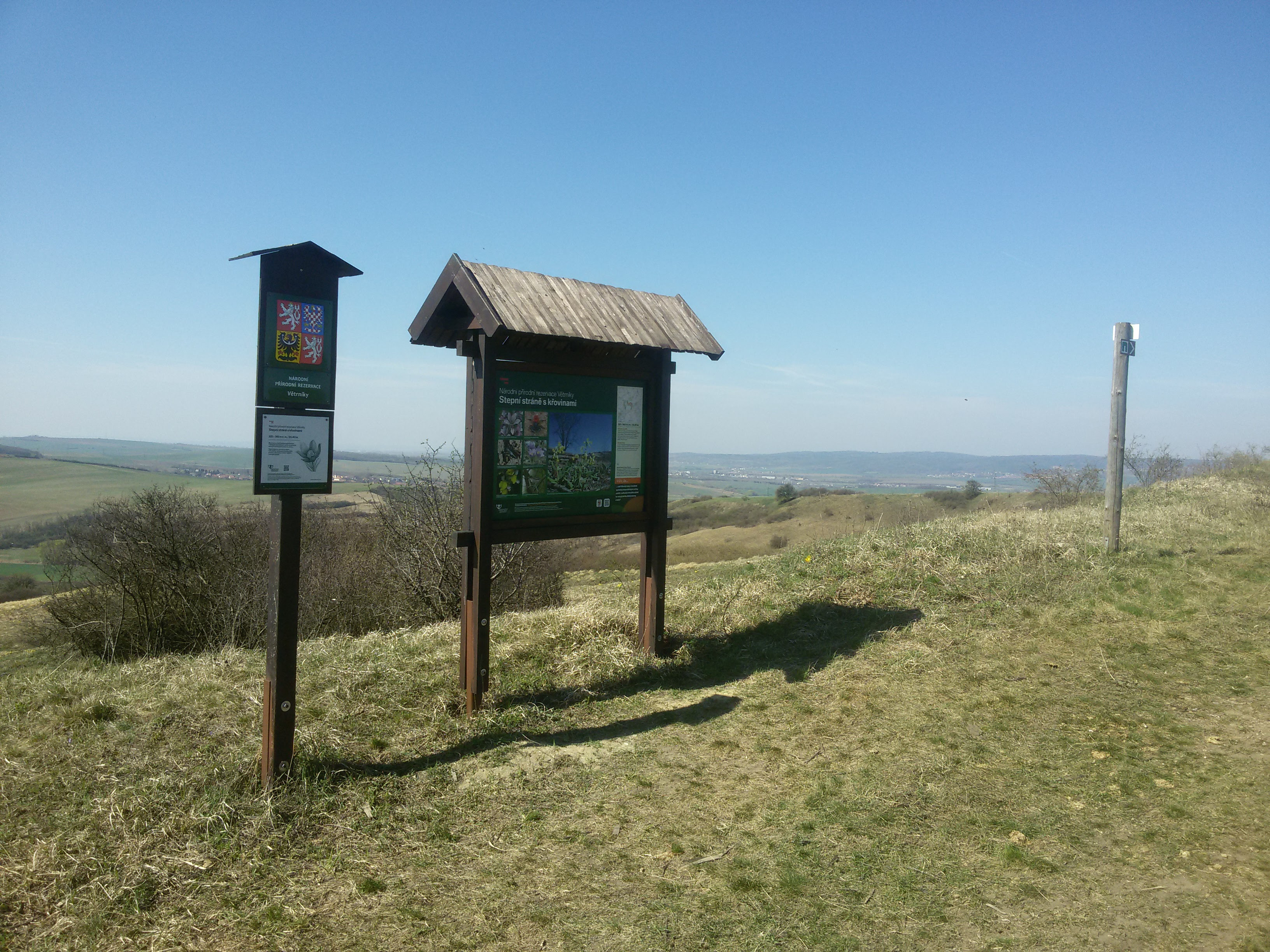